# Asentista
Un asentista es una persona encargada de hacer asientos registrales, o administrar las municiones de un ejército.

## Descripción
El asentista en jefe o general de los víveres, debe ser consumado en lo concerniente a compra, conservación, colocación y economía de los víveres en las provisiones y distribuciones, en la cantidad de consumo, en la conducta y dirección de los que le están subordinados y en su trabajo.
Debe conocer el interior del reino, las fronteras, los estados vecinos, la especie, la cantidad y el precio de los víveres, que estos países pueden dar: los puertos, los ríos, los canales, los caminos y los demás medios para conducirlos a su destino, ejecutar las órdenes que recibe con una extrema prontitud, darlas siempre por escrito y terminantes, prevenir los designios políticos del ministro, antever los de los generales, tener presentes todas las partes de su administración, conocer las dificultades y los recursos para vencerlas; ser penetrante y hombre de bien en la elección de aquellos a quienes dé su confianza. 
La elección del asentista de un ejército es de la mayor importancia, debiendo pararse menos en las cláusulas de contrata que en los talentos y en las cualidades que aseguren el bien del servicio, pues sin ellas, aun con el convenio más ventajoso en apariencia, el ejército puede correr los riesgos de faltarle el pan y el General verse precisado a suspender las operaciones por falta de subsistencias.
El asentista debe tener también una reputación fundada sobre la experiencia de sus talentos sobre servicios reales y sobre un crédito que solo se adquiere por una probidad conocida. Hay también ocasiones en que estas circunstancias pueden sostener por sí el bien público. En la guerra de 1714 se vio a un asentista (M. Farges) hallar medios por su crédito, de proveer los víveres en una falta de dinero y de granos.